# Алавуан, Жан-Антуан
Жан-Антуа́н Алавуа́н (фр. Jean-Antoine Alavoine; 15 января 1778 года, Париж — 15 ноября 1834 года, там же) — французский архитектор, выстроивший в Париже Июльскую колонну на площади Бастилии.
Ученик Дюма, Февра и Тибо (Jean-Thomas Thibault).

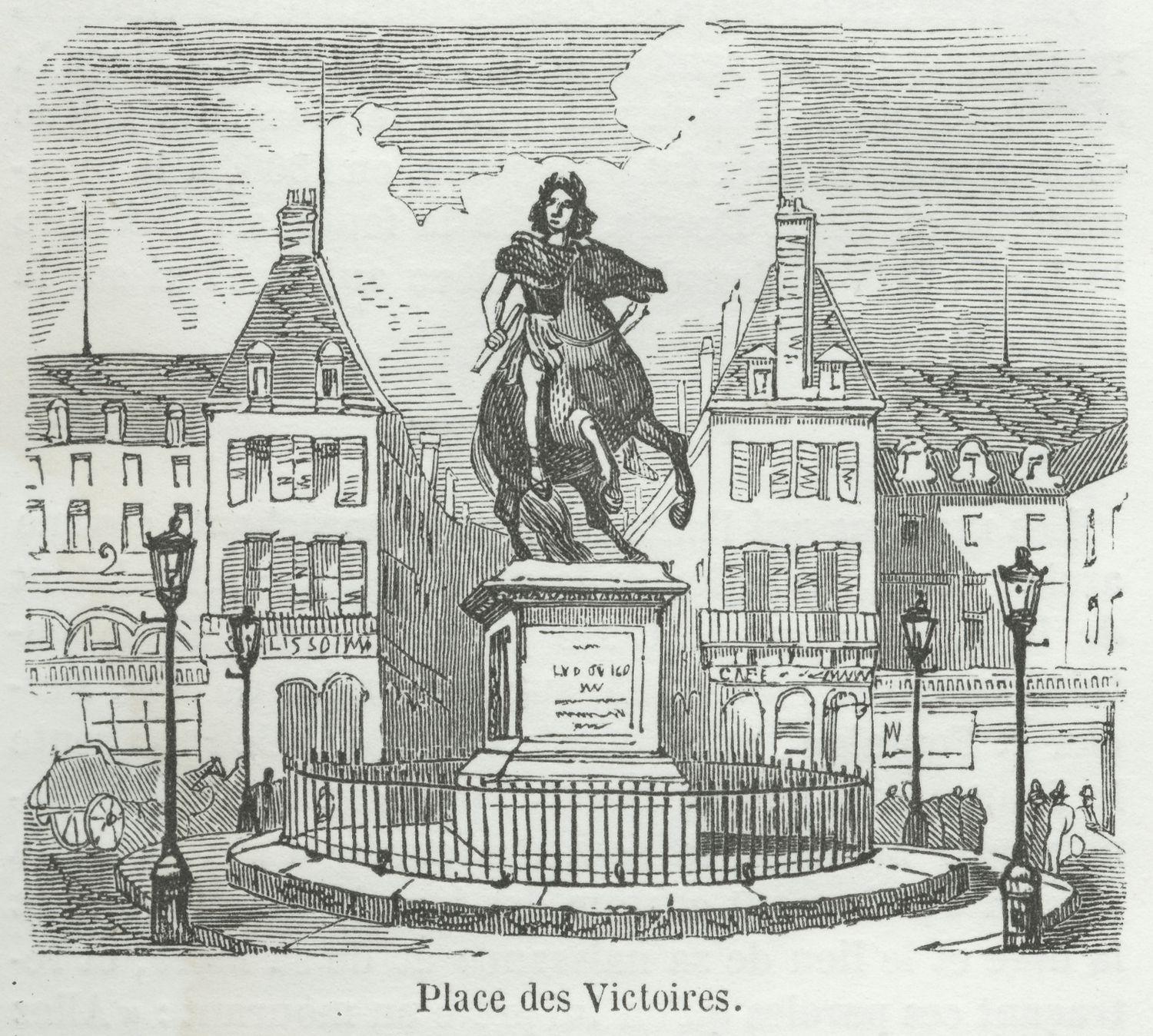
Памятник Людовику XIV на площади Побед, рисунок 1855 года.

## Творчество
Парижские работы:
- бани Монтескьё на одноимённой улице (fr:rue Montesquieu, I округ Парижа; в 1830 году на их месте был построен концертный зал);
- 1812—1814 — доработка «слонового фонтана» на Бастильской площади (незавершённый проект);
- 1822 — пьедестал памятника Людовику XIV на площади Побед;
- 1833—1834 — Июльская колонна.

Составлял проект на постройку собора в Сеезе (fr:Cathédrale Notre-Dame de Sées) и под его надзором проходило воссоздание башни готического собора в Руане (1812—1814).